# Arachidinezuur
Arachidinezuur of arachinezuur is de triviale naam voor icosaanzuur, een lange keten verzadigd vetzuur met twintig koolstofatomen in een onvertakte keten (C20:0).
De naam is afkomstig van het latijnse woord voor pinda (arachis); het is een bestanddeel van pindaolie. Daarnaast komt het voor in een aantal andere plantaardige oliën en dierlijke vetten, onder meer koolzaadolie, zonnebloemolie en sojaolie.
Het kan ook gevormd worden door de hydrogenering van arachidonzuur, dat is een onverzadigd vetzuur met 20 koolstofatomen.
Het is een oppervlakteactieve stof en vindt onder andere toepassing als cosmetisch ingrediënt.